# Whatcha Say
Whatcha Say è un singolo del cantante statunitense Jason Derulo, il primo estratto dal primo album in studio Jason Derülo e pubblicato il 5 maggio 2009.

## La canzone
Il brano è stato prodotto da J.R. Rotem e da Fuego ed utilizza un campionamento della canzone Hide and Seek di Imogen Heap. Il 14 novembre 2009 ha raggiunto la cima della Billboard Hot 100 divenendo la prima grande hit del cantante negli Stati Uniti. Nel brano il cantante fa uso dell'Auto-Tune.
Il singolo è stato pubblicato il 5 maggio 2009 nella modalità digital download e il 3 agosto 2009 per la radio statunitense; in Regno Unito, è stato distribuito il 16 novembre 2009.

## Video
Il video è stato pubblicato su iTunes il 27 ottobre 2009 e caricato su YouTube il 15 ottobre 2009.

## Tracce
Promo - CD-Single
1. Whatcha Say – 3:43

The Whatcha Say EP
1. Whatcha Say (Original Version) – 3:42
2. Whatcha Say (Acoustic Version) – 3:42
3. Whatcha Say (Wawa Radio Edit) – 3:24
4. Whatcha Say (Klubjumpers Radio Edit) – 4:02
5. Whatcha Say (Johnny Vicious Club Mix) – 7:32
6. Whatcha Say (Wawa Extended Remix) – 5:36
7. Whatcha Say (Klubjumpers Extended Remix) – 5:39
8. Whatcha Say (Bill Hamel Remix) – 6:13

## Classifiche
| Classifica (2009) | Posizione più alta |
| ----------------- | ------------------ |
| Australia         | 5                  |
| Austria           | 9                  |
| Belgio (Fiandre)  | 22                 |
| Belgio (Vallonia) | 23                 |
| Bulgaria          | 2                  |
| Canada            | 3                  |
| Danimarca         | 7                  |
| Finlandia         | 12                 |
| Francia           | 10                 |
| Germania          | 7                  |
| Irlanda           | 5                  |
| Norvegia          | 7                  |
| Nuova Zelanda     | 1                  |
| Paesi Bassi       | 22                 |
| Regno Unito       | 3                  |
| Spagna            | 16                 |
| Svezia            | 4                  |
| Svizzera          | 5                  |
| Ungheria          | 7                  |
| Stati Uniti       | 1                  |
| Stati Uniti (pop) | 2                  |